# 大水泉镇
大水泉镇，原为大水泉乡，是中华人民共和国河北省承德市兴隆县下辖的一个乡镇级行政单位。2018年12月撤乡设镇。区划代码改为130822114。

## 行政区划
大水泉镇下辖以下地区：
厂沟村、小水泉村、庆丰村、宝地村、刘杖子村、黄土梁村、白马川村、东厂子村、双庙村、田家庄村、黄酒铺村、迷子地村、小横河村和大水泉村。